# Dust (Ellen Allien)
Dust è il settimo album in studio della musicista e disc jockey tedesca Ellen Allien, pubblicato nel 2010.

## Tracce
1. Our Utopie – 4:11
2. Flashy Flashy – 4:23
3. My Tree – 3:48
4. Sun the Rain – 4:27
5. Should We Go Home – 6:54
6. Ever – 6:10
7. You – 2:50
8. Dream – 4:27
9. Huibuh – 4:33
10. Schlumi – 4:08